# Karl Gustav Fellerer
Karl Gustav Fellerer (ur. 7 lipca 1902 we Freisingu, zm. 7 stycznia 1984 w Monachium) – niemiecki muzykolog.

## Życiorys
Ukończył Kirchenmusikschule w Ratyzbonie, po czym pobierał prywatne lekcje kompozycji u Heinricha Schmida i Josepha Haasa w Monachium. Następnie studiował u Adolfa Sandbergera w Monachium oraz u Hermanna Aberta, Johannesa Wolfa, Curta Sachsa oraz Ericha Moritza von Hornbostela. W 1925 roku uzyskał stopień doktora na podstawie dysertacji Beiträge zur Musikgeschichte Freisings von den ältesten christlichen Zeiten bis zur Auflösung des Hofes 1803 (wyd. Freising 1926). habilitował się w 1927 roku na uniwersytecie w Münsterze na podstawie pracy Der Palestrina stil und seine Bedeutung in der vokalen Kirchenmusik des 18. Jahrhunderts (wyd. Augsburg 1929). W 1932 roku został wykładowcą na uniwersytecie we Fryburgu w Szwajcarii. Od 1939 do przejścia na emeryturę w 1970 roku wykładał na Uniwersytecie Kolońskim, w latach 1967–1968 był rektorem tej uczelni. W 1958 roku otrzymał tytuł doktora honoris causa uniwersytetu w Leuven. Od 1962 do 1968 roku pełnił funkcję przewodniczącego Gesellschaft für Musikforschung. Z okazji 60. rocznicy jego urodzin zostały wydane trzy księgi pamiątkowe.
W swoich badaniach naukowych zajmował się historią muzyki kościelnej, był redaktorem poświęconych jej czasopism oraz redaktorem serii wydawniczych muzyki dawnej. Prowadził badania nad historią muzyki w Nadrenii. Poza muzyką okresu średniowiecza i renesansu zajmował się również twórczością kompozytorów okresu klasycyzmu i romantyzmu.
Odznaczony został austriackim Krzyżem Honorowym za Naukę i Sztukę (1977).

## Ważniejsze prace
(na podstawie materiałów źródłowych)
- Die Deklamationsrhythmik in der vokalen Polyphonie des 16. Jahrhunderts (Düsseldorf 1928)
- Orgel und Orgelmusik: Ihre Geschichte (Augsburg 1929)
- Palestrina (Ratyzbona 1930; 2. wyd. zrewid. 1960)
- Studien zur Orgelmusik des ausgehenden 18. und frühen 19. Jahrhunderts (Kassel 1932)
- Beiträge zur Choralbegleitung und Choralverarbeitung in der Orgelmusik des ausgehenden 18. und beginnenden 19. Jahrhunderts (Lipsk 1932)
- Die Aufführung der katholischen Kirchenmusik in Vergangenheit und Gegenwart (Einsiedeln 1933)
- Mittelalterliches Musikleben der Stadt Freiburg im Uechtland (Ratyzbona 1935)
- Der gregorianische Choral im Wandel der Jahrhunderte (Ratyzbona 1936)
- Giacomo Puccini (Poczdam 1937)
- Geschichte der katholischen Kirchenmusik (Düsseldorf 1939)
- Deutsche Gregorianik im Frankenreich (Ratyzbona 1941)
- Edvard Grieg (Poczdam 1942)
- Einführung in die Musikwissenschaft (Berlin 1942; 2. wyd. zrewid. 1953)
- Georg Friedrich Händel: Leben und Werk (Hamburg 1953)
- Mozarts Kirchenmusik (Salzburg 1955)
- Soziologie der Kirchenmusik (Kolonia 1963)
- Bearbeitung und Elektronik als musikalisches Problem in Urheberrecht (Berlin–Frankfurt nad Menem 1965)
- Klang und Struktur in der abendländischen Musik (Kolonia 1967)
- Das Problem Neue Musik (Krefeld 1967)
- Monodie und Polyphonie in der Musik des 16. Jahrhunderts (Bruksela 1972)
- Der Stilwandel in der abendländischen Musik um 1600 (Kolonia 1972)
- Geschichte der katholischen Kirchenmusik (Kassel 1972–1976)
- Max Bruch (Kolonia 1974)
- Der Akademismus in der deutschen Musik des 19. Jahrhunderts (Opladen 1976)
- Die Kirchenmusik W.A. Mozarts (Laaber 1985)